# Alejandro Garnacho
Alejandro Garnacho Ferreyra (n. 1 iulie 2004, Córdoba, Argentina, Provincia Córdoba, Argentina) este un fotbalist argentinian, care joacă pe post de mijlocaș lateral la Manchester United în Premier League. Pe plan internațional, are prezențe la națională pentru Argentina, Argentina U20⁠(d) și Argentina U17⁠(d).
Garnacho s-a alăturat academiei celor de la Manchester  United de la Atlético Madrid în octombrie 2020. A câștigat trofeul FA Youth Cup și premiul Jimmy Murphy Young Player of the Year în mai 2022. Cu o lună înainte, el a debutat la prima echipă la vârsta de 17 ani.
Garnacho a jucat inițial fotbal internațional de tineret pentru Spania, țara sa natală, înainte de a debuta pentru Argentina la nivel under-20  în 2022. El a fost convocat la echipa de seniori a Argentinei, dar catre martie 2023 încă nu-și făcuse debutul.

## Stilul de joc
Un atacant energic, Garnacho a fost lăudat pentru viteza și abilitățile sale de dribling, precum și pentru capacitatea sa de a crea ocazii și de a intra în careu. Este considerat unul dintre cei mai promițători jucători din academia lui Manchester United. La United, a fost frecvent folosit ca extremă, fie pe flancul stâng, fie pe cel drept. Antrenorul lui United, Mike Phelan, l-a descris ca fiind „tot ceea ce înseamnă Manchester United” și „un jucător inteligent care își înțelege rolul în echipă”.
Stilul său de joc a fost puternic influențat de cel al fostului său coechipier de la United, Cristiano Ronaldo, pe care îl idolatrizează. El interpretează frecvent celebrările emblematice ale lui Ronaldo atunci când marchează goluri.

## Viața personală
Garnacho s-a născut la Madrid, din tată spaniol, Alex Garnacho, și mamă argentiniană, Patricia Ferreyra Fernández. Are un frate mai mic pe nume Roberto. Tatăl său, Alex, este strâns asociat cu firma de management Leader Sports Management, care îl reprezintă în prezent pe Garnacho.
Garnacho și prietena sa, Eva, au un fiu, Enzo, care s-a născut pe 4 octombrie 2023.

## Statistici
La 21 mai 2025.
| Club                  | Sezon         | Campionat      | Campionat | Campionat | FA Cup  | FA Cup | EFL Cup | EFL Cup | Europa  | Europa | Altele  | Altele | Total   | Total  |
| Club                  | Sezon         | Divizie        | Meciuri   | Goluri    | Meciuri | Goluri | Meciuri | Goluri  | Meciuri | Goluri | Meciuri | Goluri | Meciuri | Goluri |
| --------------------- | ------------- | -------------- | --------- | --------- | ------- | ------ | ------- | ------- | ------- | ------ | ------- | ------ | ------- | ------ |
| Manchester United U21 | 2021–22       | —              | —         | —         | —       | —      | —       | —       | —       | —      | 1       | 0      | 1       | 0      |
| Manchester United U21 | 2022–23       | —              | —         | —         | —       | —      | —       | —       | —       | —      | 2       | 1      | 2       | 1      |
| Manchester United U21 | Total         | Total          | —         | —         | —       | —      | —       | —       | —       | —      | 3       | 1      | 3       | 1      |
| Manchester United     | 2021–22       | Premier League | 2         | 0         | 0       | 0      | 0       | 0       | 0       | 0      | —       | —      | 2       | 0      |
| Manchester United     | 2022–23       | Premier League | 19        | 3         | 4       | 1      | 5       | 0       | 6       | 1      | —       | —      | 34      | 5      |
| Manchester United     | 2023–24       | Premier League | 36        | 7         | 6       | 1      | 2       | 1       | 6       | 1      | —       | —      | 50      | 10     |
| Manchester United     | 2024–25       | Premier League | 36        | 6         | 3       | 0      | 3       | 3       | 15      | 1      | 1       | 1      | 58      | 11     |
| Manchester United     | Total         | Total          | 93        | 16        | 13      | 2      | 10      | 4       | 27      | 3      | 1       | 1      | 144     | 26     |
| Total carieră         | Total carieră | Total carieră  | 93        | 16        | 13      | 2      | 10      | 4       | 27      | 3      | 4       | 2      | 147     | 27     |

1. 1 2  Apariții în EFL Trophy
2. 1 2  Apariții în UEFA Europa League
3. ↑  Apariții în UEFA Champions League
4. ↑  Apariții în FA Community Shield